# Śpigiel
Śpigiel [ˈɕpigʲɛl] (deutsch Spiegels) ist ein kleiner Ort in der Stadt-und-Land-Gemeinde Reszel (Rößel) in der Woiwodschaft Ermland-Masuren im Norden Polens.

## Geographische Lage
Śpigiel liegt südlich des Samplitz-Sees (polnisch Jezioro Śpigiel) am Ufer der Deine (polnisch Dajna), etwa 11 Kilometer südöstlich von Reszel und 17 Kilometer südwestlich von Kętrzyn (deutsch Rastenburg) und etwa 52 Kilometer nordöstlich der Regionalhauptstadt Olsztyn (Allenstein).

## Geschichte
Die Landgemeinde (ab 1935: „Gemeinde“) Spiegels bestand von 1928 bis 1945 und gehörte zum Kreis Rastenburg im Regierungsbezirk Königsberg in der preußischen Provinz Ostpreußen. Am 30. September 1928 war sie entstanden, als sie aus dem Zusammenschluss der Landgemeinde Spieglowken (1938 bis 1945 Spiegelswalde, polnisch Śpiglówka), dem Waldhaus Spiegels-Korschen (Grzybowo) und den Vorwerken Spiegels-Langheim und Spiegels Jeesau gebildet wurde. Von 1929 bis 1945 war sie in den Amtsbezirk Pülz (polnisch Pilec) eingegliedert. 1933 zählte die Landgemeinde Spiegels 203, 1939 noch 193 Einwohner.
Als 1945 in Kriegsfolge das gesamte südliche Ostpreußen an Polen fiel, war auch Spiegels davon betroffen. Der kleine Ort (polnisch: „Osada“) erhielt die polnische Namensform „Śpigiel“ und ist heute eine Ortschaft innerhalb der Stadt- und Landgemeinde Reszel (Rößel) im Powiat Kętrzyński (Kreis Ratsneburg), bis 1998 der Woiwodschaft Olsztyn, seither der Woiwodschaft Ermland-Masuren zugehörig.

## Kirche
Spiegels war evangelischerseits vor 1945 in Bezug auf die einzelnen Ortschaften auf die Kirchspiele Bäslack (polnisch Bezławki) und Warpuhnen (Warpuny) in der Kirchenprovinz Ostpreußen der Kirche der Altpreußischen Union verteilt. Katholischerseits gehörten die Orte zur Pfarrei Heiligelinde (Święta Lipka) im damaligen Bistum Ermland. Heute gehört Śpigiel zur evangelischen Kirche Warpuny, die von der Pfarrei Sorkwity (Sorquitten) in der Diözese Masuren der Evangelisch-Augsburgischen Kirche in Polen betreut wird, sowie zur katholischen Pfarrei in Święta Lipka im jetzigen Erzbistum Ermland innerhalb der polnischen katholischen Kirche.

## Verkehr
Śpigiel liegt südlich einer Nebenstraße, die Pilec (Pülz) mit Burszewo (Burschewen, 1938 bis 1945 Prußhöfen) über Śpiglówka (Spieglowken, 1938 bis 1945 Spiegelswalde) verbindet und bis zur Woiwodschaftsstraße 590 führt. Eine Anbindung an den Bahnverkehr besteht nicht.